# داستان یک شب (فیلم)
داستان یک شب (به انگلیسی: A Tale of One Night) فیلمی هندی محصول سال ۱۹۶۲ و به کارگردانی شانکار موکرجی است. در این فیلم بازیگرانی همچون دو آناند، وحیده رحمان، جانی واکر و آسیت سن ایفای نقش کرده‌اند.